# Ondřej Cink
Ondřej Cink (nascido em 7 de dezembro de 1990) é um ciclista tcheco especialista de VTT cross-country. Em Londres 2012 ele terminou na décima quarta posição no cross-country.